# Shilpa Shetty

Shilpa Shetty (Tulu: ಶಿಲ್ಪ ಶೆಟ್ಟಿ) (Mangalore, Karnataka, 8 juni 1975) is een Indiase model en actrice.
Shetty beschikt over een aanzienlijke talenkennis: naast haar moedertaal Tulu spreekt ze Engels, Frans, Hindi, Marathi, Kannada, Gujarati, Telugu, Tamil en Urdu. Ze heeft een groene band in karate, is Aids-activiste en PETA-aanhangster. Haar jongere zus Shamita Shetty is ook actrice.
Op 3 januari 2007 verscheen Shilpa in het Britse tv-programma Celebrity Big Brother. Hier werd zij door haar huisgenoten getreiterd. Deze pesterijen werden door veel kijkers als racistisch gezien en de ophef hierover was zo groot dat er zelfs vragen over gesteld werden in het Britse parlement. Ook stelde de Indiase ambassadeur vragen aan de Britse premier Tony Blair. De kijkers stemden daarop eerst de pestkoppen weg; uiteindelijk won Shetty Celebrity Big Brother.
Ze speelde de hoofdrol in de Engelstalige Miss Bollywood, the musical die te zien was in het World Forum Theater, Den Haag.
Op 22 november 2009 huwde ze Raj Kundra.

## Filmografie
| Jaar | Film                            | Rol                          | Notitie                                      |
| ---- | ------------------------------- | ---------------------------- | -------------------------------------------- |
| 1993 | Baazigar                        | Seema Chopra                 |                                              |
| 1994 | Aag                             | Bijli/Barkha Sharma          |                                              |
| 1994 | Main Khiladi Tu Anari           | Mona/Basanti                 |                                              |
| 1994 | Aao Pyaar Karen                 | Chhaya                       |                                              |
| 1995 | The Gambler                     | Ritu/Radha                   |                                              |
| 1995 | Hathkadi                        | Neha                         |                                              |
| 1996 | Mr. Romeo                       | Shilpa                       | Tamil film                                   |
| 1996 | Chhote Sarkar                   | Seema                        |                                              |
| 1996 | Himmat                          | Nisha                        |                                              |
| 1996 | Sahasa Veerudu Sagara Kanya     | Bangaru                      | Telugu film                                  |
| 1997 | Prithvi                         | Neha/Rashmi                  |                                              |
| 1997 | Insaaf                          | Divya                        |                                              |
| 1997 | Zameer: The Awakening of a Soul | Roma Khurana                 |                                              |
| 1997 | Auzaar                          | Prathna Thakur               |                                              |
| 1997 | Veedevadandi Babu               | Nandhna                      | Telugu film                                  |
| 1998 | Pardesi Babu                    | Chini Malhotra               |                                              |
| 1998 | Aakrosh                         | Komal                        |                                              |
| 1998 | Preethsod Thappa                | Chandana (Chandu)            | Kannada film                                 |
| 1999 | Jaanwar                         | Mamta                        |                                              |
| 1999 | Shool                           |                              | nummer "Main Aai Hoon U.P. Bihar Lootne"     |
| 1999 | Lal Baadshah                    | Parvati                      |                                              |
| 2000 | Azad                            | Kanaka Mahalakshmi           | Telugu film                                  |
| 2000 | Dhadkan                         | Anjali Chauhan/ Anjali Verma |                                              |
| 2000 | Tarkieb                         | Lt. Captain Preeti Sharma    |                                              |
| 2000 | Kushi                           | Macarena                     | Tamil film, gastoptreden                     |
| 2000 | Jung                            | Tara                         |                                              |
| 2001 | Indian                          | Anjali Raj Shekhar Azad      |                                              |
| 2001 | Bhalevadivi Basu                | Swetha                       | Telugu film                                  |
| 2002 | Karz                            | Sapna                        |                                              |
| 2002 | Rishtey                         | Vaijanti                     |                                              |
| 2002 | Hathyar                         | Gauri Shivalkar              |                                              |
| 2002 | Chor Machaaye Shor              | Kajal Singh                  |                                              |
| 2002 | Badhaai Ho Badhaai              | Radha/Banto Betty            |                                              |
| 2002 | Junoon                          | Manisha                      |                                              |
| 2003 | Ondagona Baa                    | Belli                        | Kannada film                                 |
| 2003 | Darna Mana Hai                  | Gayatri                      |                                              |
| 2004 | Phir Milenge                    | Tamanna Sahani               |                                              |
| 2004 | Garv: Pride and Honour          | Jannat                       |                                              |
| 2005 | Dus                             | Aditi                        |                                              |
| 2005 | Fareb                           | Neha Malhotra                |                                              |
| 2005 | Khamoshh... Khauff Ki Raat      | Sonia                        |                                              |
| 2005 | Auto Shankar                    | Maya                         | Kannada film                                 |
| 2006 | Shaadi Karke Phas Gaya Yaar     | Ahana Kapoor                 |                                              |
| 2007 | Life in a... Metro              | Shikha                       |                                              |
| 2007 | Apne                            | Simran Singh                 |                                              |
| 2007 | Om Shanti Om                    |                              | Cameo in nummer "Deewangi Deewangi"          |
| 2008 | Dostana                         |                              | nummer "Shut Up & Bounce"                    |
| 2014 | Dishkiyaoon                     |                              | Producent, nummer "Tu Mere Type Ka Nahi Hai" |
| 2021 | Hungama 2                       | Anjali Tiwari                |                                              |
| 2022 | Nikamma                         | Avni                         |                                              |
| 2023 | Sukhee                          | Sukhee                       |                                              |